# جدول تناوبی (ساختار بلوری)
برای عناصری که در دما و فشار استاندارد جامد هستند، جدول ساختار کریستالی پایدارترین شکل(های) ترمودینامیکی را در آن شرایط نشان می دهد. در تمام موارد دیگر ساختار داده شده برای عنصر در نقطه ذوب آن است (H، He، N، O، F، Ne، Cl، Ar، Kr، Xe، و Rn گازهایی در شرایط STP هستند؛ Br، Hg، و احتمالا Cn و Fl مایعات در شرایط STP هستند). داده ها فقط برای عناصری ارائه شده است که به صورت عمده تولید شده اند (99 مورد اول، به جز استاتین و فرانسیم ). پیش‌بینی‌هایی برای استاتین، فرانسیم، عناصر 100-113 و 118 داده شده است. آخرین پیش‌بینی‌ها برای فلروویوم (عنصر 114) نمی‌تواند بین ساختار مکعبی وجوه پر و ساختار شش ضلعی فشرده، که از نظر انرژی نزدیک به هم هستند، تمایز قائل شود.  هیچ پیش بینی برای عناصر 115-117 در دسترس نیست.

## جدول
الگو:Periodic table (by crystal structure)
| 1 H HEX     |           |  |              |                |                |              |              |              |              |              |              |              |              |              |              |              |             | 2 He HCP     |
| 3 Li BCC    | 4 Be HCP  |  |              |                |                |              |              |              |              |              |              |              | 5 B RHO      | 6 C HEX      | 7 N HEX      | 8 O SC       | 9 F SC      | 10 Ne FCC    |
| 11 Na BCC   | 12 Mg HCP |  |              |                |                |              |              |              |              |              |              |              | 13 Al FCC    | 14 Si DC     | 15 P ORTH    | 16 S ORTH    | 17 Cl ORTH  | 18 Ar FCC    |
| 19 K BCC    | 20 Ca FCC |  | 21 Sc HCP    | 22 Ti HCP      | 23 V BCC       | 24 Cr BCC    | 25 Mn BCC    | 26 Fe BCC    | 27 Co HCP    | 28 Ni FCC    | 29 Cu FCC    | 30 Zn HCP    | 31 Ga ORTH   | 32 Ge DC     | 33 As RHO    | 34 Se HEX    | 35 Br ORTH  | 36 Kr FCC    |
| 37 Rb BCC   | 38 Sr FCC |  | 39 Y HCP     | 40 Zr HCP      | 41 Nb BCC      | 42 Mo BCC    | 43 Tc HCP    | 44 Ru HCP    | 45 Rh FCC    | 46 Pd FCC    | 47 Ag FCC    | 48 Cd HCP    | 49 In TETR   | 50 Sn TETR   | 51 Sb RHO    | 52 Te HEX    | 53 I ORTH   | 54 Xe FCC    |
| 55 Cs BCC   | 56 Ba BCC |  | 71 Lu HCP    | 72 Hf HCP      | 73 Ta BCC/TETR | 74 W BCC     | 75 Re HCP    | 76 Os HCP    | 77 Ir FCC    | 78 Pt FCC    | 79 Au FCC    | 80 Hg RHO    | 81 Tl HCP    | 82 Pb FCC    | 83 Bi RHO    | 84 Po SC/RHO | 85 At [FCC] | 86 Rn FCC    |
| 87 Fr [BCC] | 88 Ra BCC |  | 103 Lr [HCP] | 104 Rf [HCP]   | 105 Db [BCC]   | 106 Sg [BCC] | 107 Bh [HCP] | 108 Hs [HCP] | 109 Mt [FCC] | 110 Ds [BCC] | 111 Rg [BCC] | 112 Cn [HCP] | 113 Nh [HCP] | 114 Fl       | 115 Mc       | 116 Lv       | 117 Ts      | 118 Og [FCC] |
|             |           |  |              |                |                |              |              |              |              |              |              |              |              |              |              |              |             |              |
|             |           |  | 57 La DHCP   | 58 Ce DHCP/FCC | 59 Pr DHCP     | 60 Nd DHCP   | 61 Pm DHCP   | 62 Sm RHO    | 63 Eu BCC    | 64 Gd HCP    | 65 Tb HCP    | 66 Dy HCP    | 67 Ho HCP    | 68 Er HCP    | 69 Tm HCP    | 70 Yb FCC    |             |              |
|             |           |  | 89 Ac FCC    | 90 Th FCC      | 91 Pa TETR     | 92 U ORTH    | 93 Np ORTH   | 94 Pu MON    | 95 Am DHCP   | 96 Cm DHCP   | 97 Bk DHCP   | 98 Cf DHCP   | 99 Es FCC    | 100 Fm [FCC] | 101 Md [FCC] | 102 No [FCC] |             |              |

| ساختار مکعبی مرکز پر BCC: body-centered cubic                              |
| ساختار مکعبی وجوه پر (فشرده) FCC: face-centered cubic (cubic close packed) |
| ساختار شش ضلعی فشرده HCP: hexagonal close packed                           |
| ساختار شش ضلعی فشرده دوگانه DHCP: double hexagonal close packed            |
| ساختار بلوری راست لوزی ORTH: orthorhombic                                  |
| ساختار بلوری چهارگوشه TETR: tetragonal                                     |
| ساختار لوزی وجهی RHO: rhombohedral                                         |
| ساختار شش ضلعی HEX: hexagonal                                              |
| ساختار مکعبی ساده SC: simple cubic                                         |
| ساختار مکعبی الماسی DC: diamond cubic                                      |
| ساختار تک‌شیب MON: monoclinic                                               |

## ساختارهای غیر معمول
| عنصر        | سیستم کریستالی         | عدد هم آرایی | توضیحات |
| ----------- | ---------------------- | --- | --- |
| منگنز       | مکعبی                  | bcc تغییر شکل یافته - سلول واحد حاوی اتم های منگنز در 4 محیط مختلف است. | |
| روی         | دستگاه بلوری شش گوشه   | منحرف شده از hcp ایده آل. 6 تا از نزدیکترین همسایه‌ها در همان صفحه: 6 همسایه در صفحات مجاور 14 درصد دورتر                                                                                          | |
| گالیم       | دستگاه بلوری راست لوزی | هر اتم Ga یک نزدیکترین همسایه در 244 پیکومتری، 2 همسایه در 270 پیکومتری، 2 همسایه در 273 پیکومتری، 2 همسایه در 279 پیکومتری دارد.                                                                 | ساختار مربوط به ید است. |
| کادمیم      | دستگاه بلوری شش گوشه   | منحرف شده از hcp ایده آل. 6 تا از نزدیکترین همسایه‌ها در یک صفحه - 6 همسایه در صفحات مجاور 15٪ دورتر                                                                                               | |
| ایندیم      | دستگاه بلوری چهارگوشه  | ساختار fcc کمی شکل طبیعی خارج شده | |
| قلع         | دستگاه بلوری چهارگوشه  | 4 همسایه در 302 پیکومتری; 2 همسایه در 318 پیکومتری; 4 همسایه در 377 پیکومتری; 8 همسایه در 441 پیکومتری                                                                                            | فرم قلع سفید (پایدار ترمودینامیکی در دمای بالای 286.4 کلوین)                                                                 |
| آنتیموان    | لوزی وجهی              | ورق کوبیده شده؛ هر اتم Sb دارای 3 همسایه در همان صفحه در 290.8 پیکومتری است. 3 همسایه در ورق مجاور در 335.5 پیکومتری.                                                                             | فرم فلزی خاکستری |
| ساماریم     | مثلثی                  | 12 همسایه‌ نزدیک | hcp پیچیده با تکرار 9 لایه: ABCBCACAB. . . .                                                                                 |
| جیوه        | لوزی وجهی              | 6 همسایه نزدیک در 234 کلوین و 1 اتمسفر (در دمای اتاق مایع است و بنابراین در شرایط محیطی ساختار بلوری ندارد! )                                                                                     | این ساختار را می توان به عنوان یک شبکه hcp تغییر یافته در نظر گرفت که نزدیکترین همسایگان در همان صفحه تقریباً 16٪ دورتر هستند |
| بیسموت      | لوزی وجهی              | ورق کوبیده شده؛ هر اتم Bi سه همسایه در همان صفحه در 307.2 پیکومتری دارد. 3 همسایه در ورق مجاور در 352.9 پیکومتری.                                                                                 | Bi، Sb و آرسنیک خاکستری در کریستال خود گروه فضایی یکسانی دارند.                                                              |
| پولونیم     | مکعبی                  | 6 همسایه نزدیک | شبکه مکعبی ساده اتم های سلول واحد در گوشه یک مکعب هستند.                                                                     |
| پروتاکتینیم | دستگاه بلوری چهارگوشه  | سلول واحد مکعبی مرکزپر، که می توان آن را یک Bcc تغییر شکل یافته در نظر گرفت. | |
| اورانیوم    | دستگاه بلوری راست لوزی | ساختار hcp به شدت تغییر شکل یافته است. هر اتم چهار همسایه نزدیک دارد، 2 تا در 275.4 پیکومتری، 2 تا در 285.4 پیکومتری. چهار همسایه بعدی در فواصل 326.3 پیکومتری و چهار تای بعدی در 334.2 پیکومتری. | |
| نپتونیم     | دستگاه بلوری راست لوزی | ساختار bcc بسیار تغییر شکل یافته است. پارامترهای شبکه: a = 666.3 pm, b = 472.3pm c = 488.7 pm | |
| پلوتونیم    | مونوکلینیک             | ساختار هگزاگونال کمی تغییر شکل یافته است. 16 اتم در سلول واحد است. پارامترهای شبکه: a = 618.3 pm, b = 482.2 pm, c = 1096.3 pm, β = 101.79°                                                        | |

## ساختارهای کریستالی معمولی

### ساختارهای فلزی فشرده
بسیاری از فلزات ساختارهای فشرده را اتخاذ می کنند، یعنی ساختارهای شش ضلعی فشرده و ساختارهای مکعبی وجوه پر (مکعبی فشرده). یک مدل ساده برای هر دوی اینها این است که فرض کنیم اتم‌های فلز کروی هستند و به کارآمدترین روش ( فشرده یا فشرده‌ترین) در کنار هم قرار می‌گیرند. در فشرده‌ترین حالت، هر اتم دارای 12 همسایه بسیار نزدیک با فاصله مساوی است و بنابراین عدد هم آرایی آن 12 است. اگر ساختارهای فشرده ساخته شده از لایه های کره در نظر گرفته شوند، تفاوت بین ساختار شش ضلعی فشرده و مکعب وجوه پر در نحوه قرارگیری هر لایه نسبت به لایه های دیگر است. در حالی که راه های زیادی وجود دارد که می توان برای ایجاد منظم لایه ها در نظر گرفت:
- ساختار شش ضلعی فشرده دارای لایه های متناوب است که مستقیماً در بالا/زیر یکدیگر قرار گرفته اند: A،B،A،B،... (همچنین P6 3 /mmc ، نماد پیرسونstrukturbericht  A3 ،hP2 نیز نامیده می شود.)
- ساختار مکعبی وجوه پر هر لایه سوم را مستقیماً بالا/زیر یکدیگر دارد: A,B,C,A,B,C,... (همچنین ساختار مکعبی فشرده، Fm3m ، نماد پیرسون strukturbericht A1، cF4 نیز نامیده می شود).
- ساختار شش ضلعی فشرده دوگانه دارای لایه هایی است که مستقیماً در بالا / زیر یکدیگر قرار دارند، A,B,A,C,A,B,A,C,... به طول دوره 4 مانند مخلوطی جایگزین از بسته بندی fcc و hcp (همچنین P63/mmc نامیده می شود. , نماد پیرسون hP4 و strukturbericht  A3 ). [۷]
- ساختار α-Sm دارای دوره زمانی 9 لایه A,B,A,B,C,B,C,A,C است. . . . ( R3m ،نماد پیرسون strukturbericht C19 ،hR3 ). [۸]

#### ساختار شش ضلعی فشرده
در ساختار hcp ایده آل، نسبت محوری سلول واحد {\textstyle 2{\sqrt {\frac {2}{3}}}\sim 1.633} است . با این حال، انحرافاتی از این مقدار در برخی فلزات وجود دارد که سلول واحد در یک جهت اعوجاج دارد اما ساختار همچنان گروه فضایی hcp را حفظ می‌کند - قابل توجه است که همه عناصر دارای نسبت پارامترهای شبکه c/a < 1.633 هستند (بهترین‌ها منیزیم و کوبالت هستند. و بدترین بریلیم با  c/a ~ 1.568). در موارد دیگر مانند روی و کادمیوم، انحراف از حالت ایده آل، تقارن سازه را تغییر می دهد و نسبت پارامتر شبکه c/a > 1.85 دارند.

#### ساختار شش ضلعی فشردهدوگانه
مشابه ساختار ایده آل hcp، ساختار کامل dhcp باید دارای نسبت پارامتر شبکه ای {\textstyle {\frac {c}{a}}=4{\sqrt {\frac {2}{3}}}\sim 3.267.} باشد. در ساختارهای dhcp واقعی 5 لانتانید (از جمله β-Ce) {\textstyle c/2a} بین 1.596 (Pm) و 1.6128 (Nd) متغیر است. برای چهار شبکه dhcp اکتینیدهای شناخته شده، تعداد متناظر بین 1.620 (Bk) و 1.625 (Cf) متغیر است. 

### ساختار مکعبی مرکزپر
این یک ساختار فشرده نیست. در این حالت، هر اتم فلز در مرکز یک مکعب با 8 همسایه نزدیک است، با این حال، 6 اتم در مرکز مکعب های مجاور فقط نزدیک به 15 درصد دورتر هستند، بنابراین، عدد هم آرایی را می توان 14 در نظر گرفت، زمانی که اینها ong هستند. یک ساختار تبر 4 برابر مکعبی وجوه پر می شود (ساختار مکعبی فشرده).

## همچنین ببینید
- ساختار کریستالی